# Лаудун (округ, Вірджинія)
Шаблон:StateAbbr_ 39°05′ пн. ш. 77°38′ зх. д. / 39.09° пн. ш. 77.64° зх. д.
Округ  Лаудун (англ. Loudoun County) — округ (графство) у штаті  Вірджинія, США. Ідентифікатор округу 51107.

## Історія
Округ утворений 1757 року.

## Демографія
За даними перепису 2000 року загальне населення округу становило 169599 осіб, зокрема міського населення було 142909, а сільського — 26690. Серед мешканців округу чоловіків було 83837, а жінок — 85762. В окрузі було 59900 домогосподарств, 45020 родин, які мешкали в 62160 будинках. Середній розмір родини становив 3,24.
Віковий розподіл населення поданий у таблиці:
| Стать    | До 15 років | 15-21 | 22-29 | 30-39 | 40-49 | 50-65 | 65-85 | Понад 85 |
| -------- | ----------- | ----- | ----- | ----- | ----- | ----- | ----- | -------- |
| Чоловіки | 22478       | 5870  | 8067  | 18331 | 14165 | 10883 | 3761  | 282      |
| Жінки    | 21790       | 5526  | 8781  | 19101 | 14250 | 10819 | 4784  | 711      |

## Суміжні округи
- Фредерік, Меріленд — північ
- Монтгомері, Меріленд — схід
- Ферфакс — схід
- Принс-Вільям — південний схід
- Фокір — південь
- Кларк — захід
- Джефферсон, Західна Вірджинія — захід
- Вашингтон, Меріленд — північний захід

## Виноски
1. ↑  U.S. Decennial Census. United States Census Bureau. Архів оригіналу за 26 квітня 2015. Процитовано 2 січня 2014.
2. ↑  Historical Census Browser. University of Virginia Library. Архів оригіналу за 11 серпня 2012. Процитовано 2 січня 2014.
3. ↑  Population of Counties by Decennial Census: 1900 to 1990. United States Census Bureau. Архів оригіналу за 15 грудня 2013. Процитовано 2 січня 2014.
4. ↑  Census 2000 PHC-T-4. Ranking Tables for Counties: 1990 and 2000 (PDF). United States Census Bureau. Архів оригіналу (PDF) за 18 грудня 2014. Процитовано 2 січня 2014.
5. ↑  American FactFinder. Бюро перепису населення США. Архів оригіналу за 26 лютого 2012. Процитовано 31 січня 2008.

| США | Це незавершена стаття з географії США. Ви можете допомогти проєкту, виправивши або дописавши її. |